# Partidul Național Conservator Român
Partidul Național Conservator Român este un partid politic populist de Dreapta, fondat la finalul anului 2023 de către Petre Cristian Bărnuțiu. În decembrie 2023, eurodeputatul Cristian Terheș a părăsit PNȚCD și s-a alăturat partidului, devenind și liderul acestuia, iar PNCR sub conducerea sa s-a alăturat Alianței AUR. Terheș a devenit cap de listă pe lista Alianței AUR la alegerile europarlamentare din 2024, recâștigându-și mandatul de eurodeputat în Parlamentul European, Alianța AUR obținând 6 locuri.

## Istorie
Partidul Național Conservator Român a fost inițial înregistrat pe 4 octombrie 2023, oficial fiind fondat pe 7 noiembrie 2023. Potrivit partidului, fondatorul său, Petre Cristian Bărnuțiu, este strănepotul lui Simion Bărnuțiu, ideologul mișcării revoluționare a românilor din Transilvania din 1848.
Pe 10 decembrie 2023, la congresul partidului, eurodeputatul Cristian Terheș a fost ales președinte. Pe 1 decembrie 2023, Terheș s-a alăturat PNCR, părăsind Partidul Național Țărănesc Creștin Democrat, privându-l de reprezentare în Parlamentul European. Terheș a spus că „în fața atacurilor neo-marxiste globaliste care doresc să transforme UE dintr-o uniune de state suverane într-un imperiu condus de la Bruxelles de birocrați nealeși, soluția este apărarea valorilor naționale și asta va face PNCR".
Pe 14 decembrie 2023, liderul Alianței pentru Unirea Românilor, George Simion, a anunțat că PNCR s-a alăturat Alianței AUR pentru a participa la alegerile din 2024. Terheș, liderul PNCR, a devenit capul de listă pentru lista Alianței AUR la alegerile europarlamentare din 2024.
Din mai 2024, PNCR este membru al Mișcării Politice Creștin Europene și al Grupului Conservatorilor și Reformiștilor Europeni din Parlamentul European.
Pe 9 iunie 2024, liderul PNCR Terheș a fost reales ca deputat în Parlamentul European pe lista Alianței AUR. Din lista alianței au fost aleși și cinci membri ai Alianței pentru Unirea Românilor. Pe 19 iunie 2024, toți cei 6 deputați aleși ai Alianței AUR au fost acceptați în grupul Conservatorilor și Reformiștilor Europeni.
Pe 31 august 2024, Cristian Terheș și-a anunțat lansarea candidaturii la alegerile prezidențiale din 2024, de asemenea a anunțat ruptura PNCR de AUR, astfel că Alianța AUR s-a destrămat.

## Ideologie
Potrivit PNCR, platforma constă în promovarea apărării și promovării valorilor conservatoare, constituționale și naționale românești atât în România, cât și în străinătate, precum și a suveranității, integrității și unității naționale. PNCR precizează că intenționează să promoveze valorile supremației Constituției, suveranitatea, valorile creștine și economia de piață.
Cristian Terheș a fost cunoscut anterior pentru campaniile sale deschise împotriva lockdown-ului și vaccinărilor COVID-19, precum și pentru sprijinul său pentru acceptarea refugiaților ucraineni.

## Rezultate electorale

### Alegerile europarlamentare
| An   | Voturi                  | %                    | Mandate              |
| ---- | ----------------------- | -------------------- | -------------------- |
| 2024 | 1.321.272 (Alianța AUR) | 21.21/ (Alianța AUR) | 1 / 33 (Alianța AUR) |

### Alegeri prezidențiale
| An   | Primul tur | Primul tur | Primul tur | Al doilea tur    | Poziție |
| An   | Voturi     | Procente   | +/-        | Voturi           | Poziție |
| ---- | ---------- | ---------- | ---------- | ---------------- | ------- |
| 2024 | 95.782     | 1,04%      | +1.04%     | Nu s-a calificat | 9       |
| 2025 | 36.445     | 0,39%      | -0,65      | Nu s a calificat | 9       |

## References
1. ↑   https://www.appf.europa.eu/appf/en/european-christian-political-movement-/products-details/20201022CPU32645 Lipsește sau este vid: |title= (ajutor)
2. ↑  „Partide politice”. tribunalulbucuresti.ro. Accesat în 20 iunie 2024.
3. ↑  2mnews.ro (3 februarie 2024). „ALT NOU PARTID - Mihai Ropan, fiul primarului PNL din Coroieni, a preluat oficial conducerea PNCR Maramureș, filială formată din mai mulți foști PNȚCD-iști”. 2mnews. Accesat în 20 iunie 2024.
4. 1 2  „Cristian Terheș, ales președinte al Partidului Național Conservator Român, după ce a demisionat din PNȚCD”. Gândul. 12 decembrie 2023. Accesat în 20 iunie 2024.
5. ↑  Redacția (12 decembrie 2023). „Cristian Terheș a fost ales președinte al Partidului Național Conservator Român: "Un partid nou, co-fondat de unul dintre urmașii lui Simion Bărnuțiu"”. NewsPascani.com Pașcani, Târgu Frumos, Iași (în engleză). Accesat în 20 iunie 2024.
6. 1 2  Banks, Martin (13 decembrie 2023). „MEP elected president of Romanian political party - less than two weeks after joining it - Brussels Morning Newspaper”. brusselsmorning.com (în engleză). Accesat în 20 iunie 2024.
7. 1 2  Raducanu, Cristian (12 decembrie 2023). „Eurodeputatul Cristian Terheș, noul președinte al Partidului Național Conservator Român”. Evenimentul Zilei. Accesat în 20 iunie 2024.
8. ↑  ecopolitic.ro, Redactia (14 decembrie 2023). „VIDEO O nouă formațiune se alătură alianței AUR: Partidul Național Conservator Român (PNCR) al europarlamentarului Cristian Terheș”. Ecopolitic. Accesat în 20 iunie 2024.
9. ↑  „Simion: Avocatul Gheorghe Piperea, coordonatorul AUR pentru alegerile europarlamentare”. Agerpres. 14 decembrie 2023.[nefuncțională – arhivă]
10. ↑  Sălaj, Monitorul de (14 decembrie 2023). „Alegerea lui Cristian Terheș ca lider al PNCR schimbă calculele politice. O alianță PNCR-AUR poate ajunge la 30%!”. Accesat în 20 iunie 2024.
11. ↑  „Cristian Terheș is a Romanian Member of European Parliament on behalf of PNCR (Romanian National Conservative Party) and ECPM”. campaign.ecpm.info. Accesat în 20 iunie 2024.
12. ↑  „The Romanian National Conservative Party // ECR Group”. ECR Group. Accesat în 20 iunie 2024.
13. ↑  Rivera, Ellen. „The European Conservatives and Reformists in the European Parliament: A Big Tent with a Brown Lining | illiberalism.org”. www.illiberalism.org/ (în engleză). Accesat în 20 iunie 2024.
14. ↑  Steven, Martin (4 august 2020), „Member parties of the European Conservatives and Reformists”, The European Conservatives and Reformists (ECR), Manchester University Press, ISBN 978-1-5261-3915-3, accesat în 20 iunie 2024
15. ↑  Sălaj, Monitorul de (19 iunie 2024). „ECR a devenit al treilea grup politic din Parlamentul European”. Accesat în 20 iunie 2024.
16. ↑  Pavel, Andreea (31 august 2024). „Cristian Terheș își lansează candidatura la prezidențiale duminică, în concurență cu George Simion și anunță un nou "pol suveranist" / Cine este fosta locomotivă AUR la europarlamentare, ce parcurs politic și avere are”. G4Media.ro. Accesat în 4 septembrie 2024.
17. ↑  Pavel, Andreea (1 septembrie 2024). „Ce spune Terheș despre ruptura de Simion și următoarele alegeri: Avem alți votanți / Alianța s-a dizolvat după publicarea rezultatelor în Monitorul Oficial / Ar fi și injust să le cerem 30-40 de locuri de parlamentari”. G4Media.ro. Accesat în 4 septembrie 2024.